# Peter Worsley
Peter Worsley, né le 6 mai 1924 à Birkenhead et mort le 15 mars 2013 (à 88 ans), est un sociologue et anthropologue social britannique. Il est considéré comme le premier scientifique à avoir introduit le terme de tiers-monde (third world) dans la langue anglaise,. Il est également connu pour avoir été le premier professeur de sociologie à l'Université de Manchester en 1964.

## Publications
- 1957:The Trumpet Shall Sound: A study of "cargo cults in Melanesia, Londres, éditions MacGibbon & Kee. Editions suivantes par MacGibbon & Kee en 1968 et par Schocken Books en 1968, 1986, & 1987.
- 1964:The Third World, Nature of Human Society Series  Londres, éditions George Weidenfeld & Nicholson,  (ISBN 0-226-90751-1).
- 1970:Modern Sociology: Introductory Readings, Harmondsworth, Royaume-Uni, éditions Penguin,  (ISBN 0-14-080221-5).
- 1970: Introducing Sociology, de Worsley, Peter; Bechhofer, Frank; Brown, Richard; Jeffreys, Margot; McIntosh, Mary; Newby, Howard, Harmondsworth, Royaume-Uni, éditions Penguin. Editions suivantes en 1973, 1977 & 1979.
- 1972: Problems of Modern Society: A Sociological Perspective,Harmondsworth, Royaume-Uni, éditions Penguin Books,  (ISBN 0-14-080291-6).
- 1975: Inside China, Londres, éditions A. Lane,  (ISBN 0-7139-0796-7).
- 1982:  Marx and Marxism, Key Sociologists series, Chichester, Royaume-Uni, éditions Ellis Horwood; Londres & New York: Tavistock Publications,  (ISBN 0-85312-348-9). Editions suivantes de Routledge en 1989, 1990  (ISBN 0-415-04321-2); 2002  (ISBN 0-415-28537-2).
- 1984 : The Three Worlds: Culture and World Development, Chicago: University of Chicago Press,  (ISBN 0-226-90754-6). Editions suivantes par Weidenfeld & Nicholson (Londres) en 1984 & 1988,  (ISBN 0-297-78346-7).
- 1997: Knowledges: Culture, Counterculture, Subculture,  New York: The New Press & W.W. Norton,  (ISBN 1-56584-383-5). Editions suivantes en 1998 & 1999 Alternative  (ISBN 1-56584-555-2).

## Récompenses
En 1955, Peter Worsley obtient le Curl Bequest Prize de l'Institut Royal d'Anthropologie pour la publication de The kinship system of the Tallensi: a revaluation (Publié dans JRAI 1956, pp. 37–75).